# يوسف بوحاجيه
يوسف بوحاجيه (14 يوليو 1994) لاعب كرة قدم بحريني يلعب حاليا لصالح نادي الدرجة الأولى الحد البحريني في مركز حارس المرمى من 2012.

## الإنجازات
- الدرجة الأولى (1): 2016
- كأس ملك البحرين (1): 2015